# Staatliche Ethnographische Sammlungen Sachsen
Die Staatlichen Ethnographischen Sammlungen Sachsen (SES) ist die Dachorganisation der drei landeseigenen Völkerkundemuseen des Freistaats Sachsen. Sie wurden am 1. Januar 2004 durch die Fusion des Museums für Völkerkunde zu Leipzig, des Museums für Völkerkunde Dresden und des Völkerkundemuseums Herrnhut gegründet. 
Unter Beibehaltung der traditionellen Bezeichnungen und Standorte der drei Museen, wie beispielsweise dem Grassimuseum in Leipzig oder dem Japanischen Palais in Dresden, entstand so die zweitgrößte ethnographische Sammlung Deutschlands. Insgesamt verfügt die Einrichtung über 6000 Quadratmeter Ausstellungsfläche. Leiter der Sammlungen  war von 2004 bis 2013 der Ethnologe Claus Deimel (zuvor Direktor des Leipziger Völkerkundemuseums). Im September 2014 wurde die niederländische Anthropologin Nanette Jacomijn Snoep zur Leiterin des Museumsverbundes ab 1. Januar 2015 berufen. Nach ihrem Wechsel an das Rautenstrauch-Joest-Museum in Köln wurde zum 1. Februar 2019 Léontine Meijer-van Mensch als neue Direktorin berufen, die zuvor Stellvertretende Direktorin und Programmdirektorin des Jüdischen Museums Berlin gewesen war. Sie verließ die SES zum 1. Oktober 2024.
Die Staatlichen Ethnographischen Sammlungen Sachsen waren eine nicht rechtsfähige Anstalt des öffentlichen Rechts unter der Aufsicht des Sächsischen Staatsministeriums für Wissenschaft und Kunst. Am 1. Januar 2010 wurden die SES in den Verbund des Staatsbetriebs Staatliche Kunstsammlungen Dresden aufgenommen. Die Staatlichen Kunstsammlungen Dresden gehören ebenso wie das Museum für Völkerkunde zu Leipzig zu den kulturellen „Leuchttürmen“ und sind Mitglied der Konferenz Nationaler Kultureinrichtungen.